# Ti fai del male
«Ti fai del male» (с итал. — «Ты себе причиняешь зло») — песня итальянского певца и киноактёра Адриано Челентано, появившаяся на официальном YouTube-канале 19 февраля 2013 года.

## О композиции
Песня посвящена парламентским выборам в Италии. Сочинённая самим же Челентано и длящаяся дольше шести минут, композиция охватывает различные темы: от проблем окружающей среды до выборов и движения «Пять звёзд», организованного итальянским комиком-политиком Беппе Грилло. Примечательно, что аранжировку придумал сам Челентано, к тому же именно он осуществил сведение песни.
Основная часть текста композиции сводится к одной фразе — «если ты не голосуешь, то причиняешь себе зло» (итал. se non voti ti fai del male). Это является своеобразным призывом людей к тому, чтобы не оставаться равнодушными по отношению к предстоящим выборам. Также в песне присутствует spoken word (проговаривающийся текст). В качестве солирующего инструмента используется ситар.
19 ноября 2013 года песня была выпущена в сборнике …Adriano. Композиция на CD несколько отличается от YouTube-версии.

## Список композиций
1. Ti fai del male — 06:12.